# Dimítris Dimitriádis (auteur)
Pour les articles homonymes, voir Dimítris Dimitriádis.
Dimítris Dimitriádis (en grec moderne : Δημήτρης Δημητριάδης, parfois appelé Dimitri Dimitriadis) est un auteur dramatique, poète et traducteur grec né à Thessalonique en 1944.

## Biographie
Sa première pièce, Le Prix de la révolte au marché noir, a été montée en 1968 par Patrice Chéreau. Plusieurs de ses œuvres ont été mises en scène par Anne Dimitriadis, Stefanos Lazaridis, Yannis Houvardas ou Yannis Kokkos. Beaucoup plus connu en France qu'en Grèce, Dimítris Dimitriádis a par ailleurs traduit en grec de nombreux auteurs comme Kostas Axelos, Honoré de Balzac, Georges Bataille, Maurice Blanchot, Georges Courteline, Marguerite Duras, Eschyle, Euripide, Jean Genet, Witold Gombrowicz, Bernard-Marie Koltès,  Molière, Gérard de Nerval, William Shakespeare ou Tennessee Williams.

## Œuvres
- Le Vertige des animaux avant l'abattage  (trad. Armando Llamas, Olivier Goetz), Besançon, France, Les Solitaires Intempestifs, coll. « Mousson d'été », 2002, 118 p. (ISBN 2-84681-013-3)
- Léthé : cinq monologues  (trad. Dominique Grandmont), Bruxelles, Belgique, Éditions La Lettre volée, 2003, 63 p. (ISBN 978-2-87317-179-7)
- Je meurs comme un pays  (trad. Michel Volkovitch), Besançon, France, Les Solitaires Intempestifs, coll. « Fiction/Blanche », 2005, 45 p. (ISBN 2-84681-097-4)
- Phaéton  (trad. Michel Volkovitch), Besançon, France, Les Solitaires Intempestifs, coll. « Bleue », 2009, 77 p. (ISBN 978-2-84681-260-3)
- La Ronde du carré  (trad. Claudine Galea, Dimitra Kondylaki), Besançon, France, Les Solitaires Intempestifs, coll. « Bleue », 2009, 242 p. (ISBN 978-2-84681-262-7)
- Homériade  (trad. Michel Volkovitch), Besançon, France, Les Solitaires Intempestifs, coll. « Bleue », 2009, 100 p. (ISBN 978-2-84681-261-0)
- Chrysippe  (trad. Michel Volkovitch), Besançon, France, Les Solitaires Intempestifs, coll. « Bleue », 2009, 86 p. (ISBN 978-2-84681-259-7)
- Insenso, Stroheim, Saint-Gély-du-Fesc, France, Éditions Espaces 34, 2009, 120 p. (ISBN 978-2-84705-059-2)Trad. Insenseo par Constantin Bobas et Robert Davreu, Stroheim par Dimitra Kondylaki et Christophe Pellet
- Dévastation  (trad. Michel Volkovitch), Les Matelles, France, Espace 34, coll. « Espace Théâtre », 2016, 88 p. (ISBN 978-2-84705-142-1 et 2-84705-142-2)
- Ton plus extrême désir  (trad. Michel Volkovitch), Sèvres, Le Miel des Anges, 2017, 124 p. (ISBN 979-10-93103-29-7)[3]